# Jason Cram
Jason Cram (ur. 21 lipca 1982) – australijski pływak specjalizujący się głównie w stylu wolnym.

## Życiorys
Jason Cram urodził się 21 lipca 1982 roku w Australii. Swoją karierę sportową jako pływak rozpoczął w wieku 20 lat podczas Igrzysk Wspólnoty Narodów w Manchesterze w Anglii, zajmując szóste miejsce w dyscyplinie na 200 metrów stylem wolnym z czasem 1:50.30 oraz zdobywając złoty medal w sztafecie na 4x200 metrów stylem wolnym razem z Grantem Hackettem, Leonem Dunne i Ianem Thorpe, ustanawiając nowy rekord z czasem 7:11.69.
Po sukcesie w Manchesterze, Cram wystartował na mistrzostwach Pan Pacific Swimming Championships w Jokohamie w Japonii, zajmując dwunaste miejsce w dyscyplinie na 200 metrów stylem wolnym z czasem 1:50.93, dwudzieste czwarte na 100 metrów z czasem 51.38 oraz zdobył złoty medal w sztafecie na 4x200 metrów stylem wolnym razem z Ianem Hackettem, Ianem Thorpe i Craigiem Stevensem z czasem 7:09.00.
Rok później Cram pojawił się na inauguracji pomiędzy Australią a Stanem Zjednoczonym w Indianapolis podczas mistrzostw Mutual of Omaha Duel in the Pool, zajmując piąte miejsce w dyscyplinie na 100 metrów stylem wolnym z czasem 50:29 oraz finiszując za USA w sztafecie na 4x100 metrów stylem wolnym razem z Casey Flouchem, Antonym Matkovichem i Adamem Pinem z czasem 3:18.62.
W lipcu 2003 roku Cram wystąpił na Mistrzostwach Świata w Pływaniu w Barcelonie w Hiszpanii startując w sztafecie na 4x200 metrów stylem wolnym razem z Antonym Matkovichem, Craigiem Stevensem i Nicholasem Sprengerem, kończąc pierwsi w biegach z czasem 7:17.68. W finale Cram i Matkovich zostali zastąpieni przez Hacketta i Thorpe'a, którzy zdobyli złoty medal z czasem 7:08.58.